# Melissa Fumero
Melissa Fumero (születési nevén Gallo, Lyndhurst, New Jersey, 1982. augusztus 19.) amerikai színésznő, legismertebb alakításai a NBC és a FOX csatorna Brooklyn 99 – Nemszázas körzet, valamint az ABC csatorna a One Life to Live című sorozataiban volt.

## Életpályája
Melissa Gallo-ként született a New Jersey állambeli Lyndhurstben, kubai bevándorlók gyermekeként. Már gyerekként is sokat szerepelt a színpadon, táncelőadások és koncertek aktív résztvevőjeként. Professzionálisan képzett több klasszikus táncformában, többek között balettben is. Egyetemre a New York University-re járt, ahol 2003-ban szerezte meg diplomáját képzőművészetben. Első profi szerepét a "One Life to Live" című szappanoperában kapta 2004-ben, diplomája megszerzése után két héttel már a sorozat forgatási helyszínén volt. Négy évig volt folyamatos szereplője a sorozatnak, mielőtt 2008-ban elhagyta. Ezután olyan sorozatokban szerepelt egy-két epizód erejéig, mint a Gossip Girl – A pletykafészek, A mentalista vagy a Luxusdoki. 2013-ban jelentkezett Rosa szerepére a Brooklyn 99 – Nemszázas körzet című sorozatban, azonban végül Amy szerepét kapta meg. Andy Samberg-et már a projekt elején megszerezték, így az összes színésznek vele kellett improvizálnia, hogy a válogatók lássák, mennyire illenek össze a színészek. A Fox, a sorozat otthona, az ötödik évad után, 2018 májusában bejelentette, töröli a szériát. A Twitteren azonban több híresség is, mint Mark Hamill, Lin-Manuel Miranda és Guillermo del Toro a sorozat megújítása mellett kampányolt, így körülbelül 30 órával a törlés után az NBC "megmentette" a sorozatot. A csatorna 2019 novemberében újította meg a sorozatot a nyolcadik évadra.

## Magánélete
2007-ben házasodott össze David Fumero-val, akivel a "One Life to Live" forgatásán ismerkedett meg. 2016 márciusában született meg első gyermekük, akit Enzo-nak neveztek el. Második fiuk, Axel, 2020 februárjában született.

## Filmográfia
| Év        | Magyar cím (Eredeti cím)                                          | Szerep            | Megjegyzés                          |
| --------- | ----------------------------------------------------------------- | ----------------- | ----------------------------------- |
| 2022 -    | Blockbuster (Blockbuster)                                         | Eliza             | Netflix sorozat, 10 epizód          |
| 2013-2021 | Brooklyn 99 - Nemszázas körzet (Brooklyn Nine-Nine)               | Amy Santiago      | TV sorozat, 143 epizód              |
| 2019-2020 | Elena, Avalor hercegnője (Elena of Avalor)                        | Antonia           | TV sorozat, 3 epizód                |
| 2020      | 104-es szoba (Room 104)                                           | Eva               | TV sorozat, epizódszerep            |
| 2020      | Green család a nagyvárosban (Big City Greens)                     | Cantaloupe        | TV sorozat, csak hang               |
| 2019-2020 | - (One Day at a Time)                                             | Estrellita        | TV sorozat, 2 epizód                |
| 2020      | She-Ra és a lázadó hercegnők (She-Ra and the Princesses of Power) | Starla            | TV sorozat, epizódszerep, csak hang |
| 2019      | - (A Stone in the Water)                                          | Alex              |                                     |
| 2019      | - (The Play Date)                                                 | Emma              | TV film                             |
| 2017      | - (DriverX)                                                       | Jessica           |                                     |
| 2017      | - (Mourners, Inc)                                                 | Monica Herrera    | TV sorozat, epizódszerep            |
| 2016      | - (Mack & Moxy)                                                   | Admirable Melissa | TV sorozat, epizódszerep, csak hang |
| 2016      | A ház, amit Jack épített (The House That Jack Built)              | Lily              |                                     |
| 2013      | Négy férfi, egy eset (Men at Work)                                | April             | TV sorozat, epizódszerep            |
| 2012      | CSI: New York-i helyszínelők (CSI:NY)                             | Michelle Rhodes   | TV sorozat, epizódszerep            |
| 2011      | - (Half Empty)                                                    | Jill              | Rövidfilm                           |
| 2011      | Luxusdoki (Royal Pains)                                           | Brooke            | TV sorozat, epizódszerep            |
| 2004-2011 | - (One Life to Live)                                              | Adriana Cramer    | TV sorozat, 207 epizód              |
| 2007-2010 | Gossip Girl – A pletykafészek (Gossip Girl)                       | Zoe               | TV sorozat, 6 epizód                |
| 2010      | A mentalista (The Mentalist)                                      | Carmen Reyes      | TV sorozat, epizódszerep            |
| 2009      | - (I Hope They Serve Beer in Hell)                                | Melissa           |                                     |
| 2009      | - (Haute & Bothered)                                              | Jo                | TV sorozat, 2 epizód                |
| 2009      | - (Important Things with Demetri Martin)                          | April             | TV sorozat, epizódszerep            |
| 2005      | - (All My Children)                                               | Adriana Cramer    | TV sorozat, 2 epizód                |

## Jelölései
| Év   | Díj                      | Kategória                                                      | Munka                                                                       | Eredmény |
| ---- | ------------------------ | -------------------------------------------------------------- | --------------------------------------------------------------------------- | -------- |
| 2020 | Imagen Foundation Awards | Legjobb női mellékszereplő TV sorozatban                       | Elena, Avalor hercegnője                                                    | Jelölve  |
| 2019 | Imagen Foundation Awards | Legjobb női mellékszereplő TV sorozatban                       | Brooklyn 99 - Nemszázas körzet                                              | Jelölve  |
| 2019 | IGN Summer Movie Awards  | Legjobb televíziós színészegyüttes                             | Brooklyn 99 - Nemszázas körzet (Megosztva a sorozat további főszereplőivel) | Jelölve  |
| 2016 | Imagen Foundation Awards | Legjobb női mellékszereplő TV sorozatban                       | Brooklyn 99 - Nemszázas körzet                                              | Jelölve  |
| 2015 | Imagen Foundation Awards | Legjobb női mellékszereplő TV sorozatban                       | Brooklyn 99 - Nemszázas körzet                                              | Jelölve  |
| 2015 | Screen Actors Guild-díj  | Kiemelkedő teljesítmény egy vígjátéksorozat szereplőgárdájától | Brooklyn 99 - Nemszázas körzet (Megosztva a sorozat további főszereplőivel) | Jelölve  |
| 2006 | ALMA Awards              | Kiemelkedő teljesítmény napközben sugárzott drámában           | One Life to Live                                                            | Jelölve  |